# Dufourea schmiedeknechtii
Dufourea schmiedeknechtii är en biart som först beskrevs av Kohl 1905.  Dufourea schmiedeknechtii ingår i släktet solbin, och familjen vägbin. Inga underarter finns listade i Catalogue of Life.